# Pappas pojke
Pappas pojke är en svensk komedifilm från 1937 i regi av Knut Martin.

## Handling
Senapsdirektör Olle Hellman har ett problem med ett juriststmål som är på väg att nå hovrätten. Hellman vill nå förlikning mellan parterna som han diskuterar med advokat Sig Haller, en ung man på ett advokatkontor. Han är gift med Fanny, men hade för länge sedan en förbindelse med en annan kvinna och detta skall ha resulterat i en son. Detta vet inte hans nuvarande fru någonting om. Hon har fullt upp med att välja en kavaljer till sin och Olles dotter. Olle har hela tiden betalat underhåll för sin son, men sedan visar det sig att även en direktör Bengtsson betalat underhåll för samma barn! Karusellen är dock redan i full gång eftersom Fanny tagit reda på att det finns en okänd son. Advokat Haller använder kunskapen om Olle Hellmans utomäktenskapliga barn till att idka en mildare form av utpressning.

## Om filmen
Filmen hade premiär 26 december 1937 i Stockholm. Den har även visats på SVT. Filmen var baserad på den tyska farsen Spanska flugan.

## Rollista i urval
- Erik "Bullen" Berglund – direktör Olle Hellman
- Gull Natorp – Fanny Hellman, Olles fru
- Eric Abrahamsson – Anton Johansson, kamrer
- Gösta Cederlund – direktör Ville Bengtsson
- Birgit Tengroth – Vivan Bodin
- Vera Valdor – Eva Hellman, dotter till Hellmans
- Nils Ericson – Adam Hessler, arkeolog
- Allan Bohlin – advokat Stig Haller, Evas fästman
- Hjördis Petterson – Anna Hessler, Adams mor
- Torsten Winge – Erik Hessler, Adams far
- Maritta Marke – Elsa, jungfru hos Hellmans
- Richard Lund – häradshövding Bodin
- Elof Ahrle – fönsterputsare
- Julia Cæsar – en kvinna på en bänk